# Grateful
"Grateful" é uma canção de 2014 interpretada pela cantora britânica Rita Ora e composta por Diane Warren. Lançada em 11 de novembro de 2014, compõe a trilha sonora do filme musical Beyond the Lights.
A Billboard estreou o áudio da música em 22 de outubro de 2014, no SoundCloud oficial do Relativity Music Group. A música foi lançada em 11 de novembro de 2014 no iTunes como parte da trilha sonora de Beyond the Lights. Ora apresentou "Grateful" no Oscar 2015 em 22 de fevereiro de 2015.

## Prêmios e indicações
| Ano  | Premiação               | Categoria                          | Indicação             | Resultado | Ref.  |
| ---- | ----------------------- | ---------------------------------- | --------------------- | --------- | ----- |
| 2015 | Oscar                   | Melhor Canção Original             | Diane Warren          | Indicado  | [ 4 ] |
| 2015 | Black Reel Awards       | Melhor Canção Original ou Adaptada | Rita Ora Diane Warren | Indicado  | [ 5 ] |
| 2015 | World Soundtrack Awards | Melhor Canção para Filme           | Rita Ora Diane Warren | Indicado  | [ 5 ] |